# Коробчино
Коро́бчино — лісовий заказник місцевого значення в Україні. Об'єкт розташований на території Новомиргородського району Кіровоградської області, на південний схід від села Коробчино.
Площа 48,1 га. Статус присвоєно згідно з рішенням Кіровоградської обласної ради № 56 від 21.02.1991 року. Перебуває у віданні ДП «Олександрівський лісгосп» (Новомиргородське лісництво, кв. 64). 
Статус присвоєно для збереження частини лісового масиву, в деревостані якого переважають клен, ясен.